# Live at the Royal Albert Hall 2024
Live at the Royal Albert Hall 2024 è un cofanetto del cantautore canadese Bryan Adams, pubblicato il 15 novembre 2024 dalla Bad Records.

## Descrizione
Contiene esibizioni dal vivo tratte da concerti tenuti presso la Royal Albert Hall di Londra nel maggio 2024, durante i quali sono stati eseguiti nella loro interezza gli album Reckless, 18 til I Die e So Happy It Hurts.
Il regista Dick Carruthers ha diretto i video delle tre serate in BD con Suono surround 5.1 e Dolby Atmos.

## Tracce

### Versione in triplo CD
Disco 1 - (Reckless - 40th Anniversary Live At The Royal Albert Hall )
Testi e musiche di Bryan Adams e Jim Vallance eccetto dove indicato.
1. One Night Love Affair
2. Somebody
3. Reckless
4. Run to You
5. Kids Wanna Rock
6. Heaven
7. Let Me Down Easy
8. She’s Only Happy When She’s Dancin’
9. It's Only Love
10. Long Gone
11. Ain’t Gonna Cry
12. Summer of '69

Disco 2 - (18 til I Die - Live At The Royal Albert Hall)
Testi e musiche di Bryan Adams e Robert John "Mutt" Lange.
1. 18 Til I Die
2. Do To You
3. Let's Make a Night to Remember
4. (I Wanna Be) Your Underwear
5. Star (Adams, Lange, Kamen)
6. It Ain’t A Party.. If You Can’t Come Round
7. You’re Still Beautiful To Me
8. I’ll Always Be Right There (Adams, Kennedy)
9. We’re Gonna Win
10. I Think About You (Adams, Peters)
11. The Only Thing That Looks Good on Me Is You
12. Have You Ever Really Loved a Woman? (Adams, Lange, Kamen)

Disco 3 - (So Happy It Hurts - Live At The Royal Albert Hall)
Testi e musiche di Bryan Adams e Robert John "Mutt" Lange eccetto dove indicato.
1. Kick Ass
2. On The Road
3. Just About Gone (Adams, Peters)
4. Let’s Do This
5. Just Like Me, Just Like You
6. I’ve Been Looking For You (Adams, Vallance)
7. Never Gonna Rain (Adams, Peters, Elizondo, Jason Evigan, Kennedi Lykken)
8. You Lift Me Up
9. Always Have Always Will
10. I Ain’t Worth Shit Without You (Adams, Vallance)
11. So Happy It Hurts (Adams, Peters)
12. These Are The Moments That Make Up My Life (Adams, Peters, Shapiro)

## Formazione
- Bryan Adams – Chitarra, Cantante
- Keith Scott – Chitarra
- Pat Steward – Batteria
- Gary Breit – Tastiere
- Solomon Walker – Basso

Ospiti
- London Community Gospel Choir – cori nel brano "Never Gonna Rain".

### Personale tecnico
- Produttore discografico – Bryan Adams
- Ingegnere Mixing – Hayden Watson
- Ingegnere di registrazione – Stefan Holtz
- Mastering – Bob Ludwig
- Regista (DVD) – Dick Carruthers e Bryan Adams

## Classifiche

### Classifiche settimanali
| Classifica (2024)        | Posizione massima |
| ------------------------ | ----------------- |
| Regno Unito (indipendet) | 11                |
| Regno Unito (physical)   | 31                |
| Scozia                   | 44                |

## Date di pubblicazione
| Paese | Data di pubblicazione | Formato              | Edizione                  | Nota  |
| ----- | --------------------- | -------------------- | ------------------------- | ----- |
| Mondo | 15 novembre 2024      | CD, LP, Blu-ray Disc | CD Box Set, Vinyl Box Set | [ 5 ] |